# Ambrosius Hubrecht
Ambrosius Arnold Willem Hubrecht (Rotterdam, 2 marzo 1853 – Utrecht, 21 marzo 1915) è stato uno zoologo olandese.

## Biografia
Hubrecht studiò zoologia presso l'Università di Utrecht con Harting e Donders, e poi con Selenka a Leida e a Erlangen e con Gegenbauer a Heidelberg. Conseguì il diploma di magna cum laude assieme a Harting nel 1874 con lo studio sui nemertea. Nel 1875-1882 lavorò presso il Rijksmuseum van Natuurlijke Historie di Leida, dove fu curatore di ittiologia e di erpetologia, e nel 1882 diventò professore a Utrecht. Nel 1890-1891 fece un viaggio a Giava, Sumatra e Borneo, dove fece degli studi embriologici, in particolare sui tarsiidae. Visitò gli Stati Uniti nel 1896 e nel 1907.
Prese il diploma onorario presso l'Università di Princeton, l'Università di St. Andrews, l'Università di Dublino, l'Università di Glasgow e presso l'Università di Giessen.
Il lavoro più importante di Hubrecht era sul campo embriologico e sulla placentazione dei mammiferi.
Nel 1883 divenne membro della Royal Netherlands Academy of Arts and Sciences. Hubrecht fondò l'Institut Internationale d'Embryologie, oggi noto come International Society of Developmental Biologists.